# Girdler-Sulfid-Prozess
Der Girdler-Sulfid-Prozess dient der Anreicherung von normalem („leichten“) zu „schwerem“ Wasser. Er ist nach dem ersten industriellen Anwender, der Girdler-Company, benannt, wird aber auch als Geib-Spevack-Prozess nach Karl-Hermann Geib und Jerome S. Spevack bezeichnet, die unabhängig voneinander beide Anfang der 1940er-Jahre das Verfahren zur Gewinnung von Schwerem Wasser erfunden haben.

## Prinzip
Der Girdler-Sulfid-Prozess beruht auf einem Zweitemperatur-Isotopenaustausch. In diesem Prozess wird eine wässrige Schwefelwasserstoff-Lösung verwendet. Beide Komponenten der Lösung sind in der Lage, Wasserstoffatome auszutauschen.
Deuterium verhält sich in diesem Austauschprozess temperaturabhängig: Mit steigender Temperatur verschiebt sich das Reaktionsgleichgewicht auf die Seite der Produkte, daraus folgt, Deuterium reichert sich bei hohen Temperaturen im Schwefelwasserstoff, bei niedrigen Temperaturen im Wasser an.
{\displaystyle \mathrm {HDO+H_{2}S\leftrightharpoons H_{2}O+HDS} }

## Aufbau
Im Girdler-Sulfid-Prozess wird ein Aufbau aus zwei Temperaturstufen verwendet, die Temperaturen betragen circa 20 °C und 130 °C. Beide Temperaturstufen sind über einen im Gegenstromprinzip laufenden gasförmigen Schwefelwasserstoffkreislauf verbunden. In der kalten Stufe wird Frischwasser zugeführt, welches über eine Verbindung in die heiße Stufe fließt. Die heiße Stufe hat einen Ablauf für abgereichertes Wasser. Nach mehreren (meist 3) Zyklen entsteht angereichertes schweres Wasser von 15 bis 20 %, dies kann mittels Rektifikation zu 99,75 % schweren Wasser gereinigt werden.
Aufgrund der niedrigen Temperatur der kalten Stufe wandern Deuteriumatome vom Schwefelwasserstoff zum zugeführten Frischwasser. Hierdurch wird das zugeführte Frischwasser angereichert und der Schwefelwasserstoff abgereichert. Das angereicherte Frischwasser fließt über eine Verbindung in die heiße Stufe, wo es wieder auf den abgereicherten Schwefelwasserstoff trifft. Aufgrund der hohen Temperatur der heißen Stufe wandern die Deuteriumatome vom angereicherten Wasser über zum abgereicherten Schwefelwasserstoff. Hierdurch wird der Schwefelwasserstoff wieder angereichert und fließt in die kalte Stufe.
In den Verbindungen zwischen den Temperaturstufen wird angereicherter Schwefelwasserstoff und angereichertes Wasser entnommen. Diese angereicherten Substanzen werden durch weitere Stufen dieses Aufbaus geleitet, um den Grad der Anreicherung zu erhöhen.